# Municipio de Salt Creek (condado de Tama)
El municipio de Salt Creek (en inglés: Salt Creek Township) es un municipio ubicado en el condado de Tama en el estado estadounidense de Iowa. En el año 2010 tenía una población de 533 habitantes y una densidad poblacional de 5,66 personas por km².

## Geografía
El municipio de Salt Creek se encuentra ubicado en las coordenadas 41°54′24″N 92°21′25″O / 41.90667, -92.35694. Según la Oficina del Censo de los Estados Unidos, el municipio tiene una superficie total de 94.2 km², de la cual 94,07 km² corresponden a tierra firme y (0,14 %) 0,13 km² es agua.

## Demografía
Según el censo de 2010, había 533 personas residiendo en el municipio de Salt Creek. La densidad de población era de 5,66 hab./km². De los 533 habitantes, el municipio de Salt Creek estaba compuesto por el 88,18 % blancos, el 1,69 % eran amerindios, el 8,82 % eran de otras razas y el 1,31 % eran de una mezcla de razas. Del total de la población el 17,26 % eran hispanos o latinos de cualquier raza.